# عکس (ترانه اد شیرن)
«عکس» (به انگلیسی: Photograph) تک‌آهنگی از هنرمند اهل بریتانیا اد شیرن است که در سال ۲۰۱۵ میلادی منتشر شد. این تک‌آهنگ در آلبوم ضرب (آلبوم اد شیرن) قرار داشت.
این تک‌آهنگ در چارت‌های استرالیا، و دانمارک جزو ده ترانه اول قرار گرفت.